# Palpita illustrata
Palpita illustrata là một loài bướm đêm trong họ Crambidae.